# Joseph-François Malgaigne

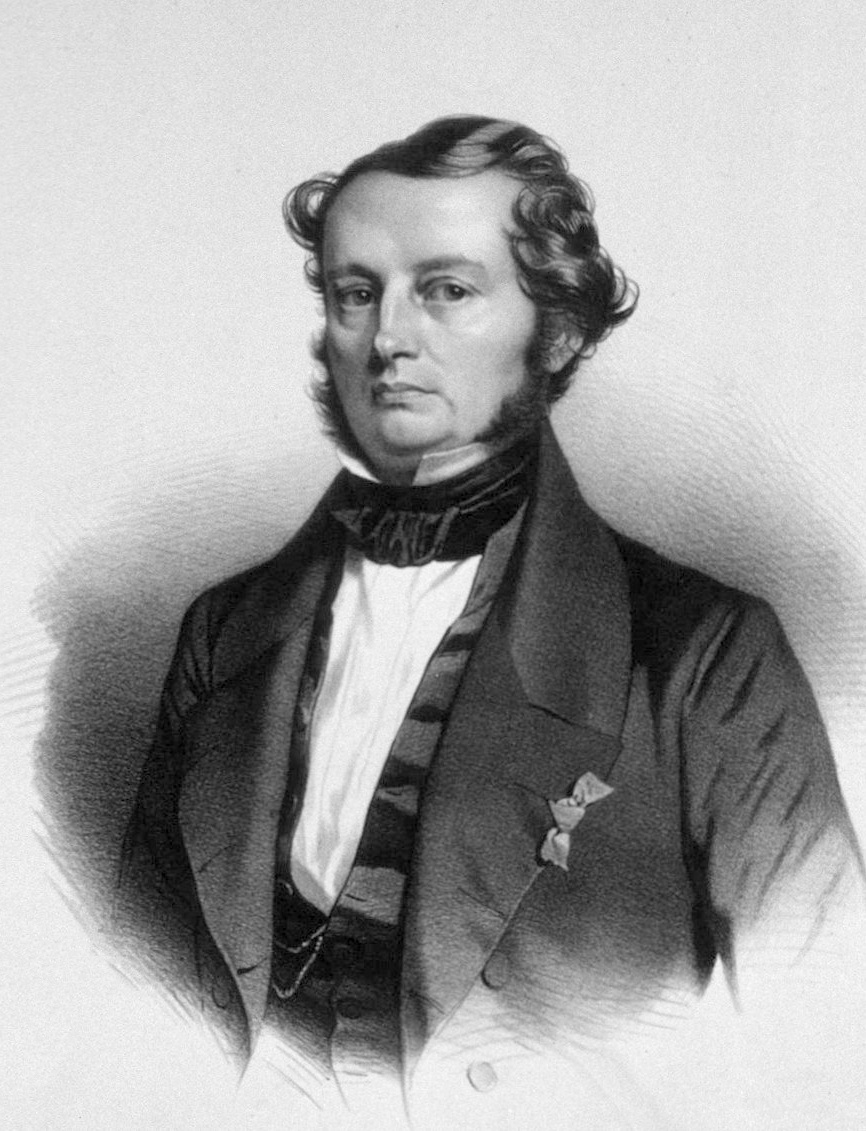
Joseph-François Malgaigne

Joseph-François Malgaigne, född den 14 februari 1806 i Charmes-sur-Moselle, död den 17 oktober 1865,  var en fransk kirurg.
Malgaigne blev medicine doktor 1831, tjänstgjorde samma år som divisionsläkare vid polska nationalarmén, blev 1835 professeur agrégé och 1850 professor i kirurgi i Paris. 
Malgaigne var känd som en av Frankrikes utmärktaste kirurger och en av parisfakultetens mest ansedda lärare. 
Han utgav Ambroise Parés Oeuvres complètes (3 band, 1840) samt redigerade 1843-55 Journal de chirurgie.